# Impatiens kanburiensis
Impatiens kanburiensis är en balsaminväxtart som beskrevs av Tatemi Shimizu. Impatiens kanburiensis ingår i släktet balsaminer, och familjen balsaminväxter. Inga underarter finns listade i Catalogue of Life.